# Alsophylax
Alsophylax – rodzaj jaszczurek z rodziny gekonowatych (Gekkonidae).

## Zasięg występowania
Rodzaj obejmuje gatunki występujące w Azji (Turkmenistan, Uzbekistan, Kazachstan, Iran, Tadżykistan, Kirgistan, Afganistan, Rosja, Mongolia i Chińska Republika Ludowa). 

## Systematyka

### Etymologia
Alsophylax: gr. αλσος alsos, αλσεος alseos „gaj”; φυλαξ phulax, φυλακος phulakos  „stróż, strażnik, obserwator”, od φυλασσω phulassō „trzymać straż”.

### Podział systematyczny
Do rodzaju należą następujące gatunki:
- Alsophylax emilia Nazarov, Abduraupov, Shepelya, Gritsina, Melnikov, Buehler, Lapin, Poyarkov & Grismer, 2023
- Alsophylax ferganensis Nazarov, Abduraupov, Shepelya, Gritsina, Melnikov, Buehler, Lapin, Poyarkov & Grismer, 2023
- Alsophylax laevis Nikolsky, 1907
- Alsophylax loricatus Strauch, 1887
- Alsophylax pipiens (Pallas, 1827)
- Alsophylax przewalskii Strauch, 1887
- Alsophylax szczerbaki Golubev & Sattarov, 1979
- Alsophylax tadjikiensis Golubev, 1979